# Bonham (Texas)
Bonham è un comune (city) degli Stati Uniti d'America e capoluogo della contea di Fannin nello Stato del Texas. La popolazione era di 10.127 abitanti al censimento del 2010. James Bonham (colui che dà il nome alla città) cercò l'aiuto di James Fannin (colui che dà il nome alla contea) nella battaglia di Alamo. Bonham fa parte della regione del Texoma.

## Geografia fisica
Secondo lo United States Census Bureau, la città ha una superficie totale di 25,34 km², dei quali 25,34 km² di territorio e 0 km² di acque interne (0% del totale).

## Storia
Bonham, una delle più antiche città del Texas, affonda le sue radici al 1837, quando Bailey Inglish costruì un fortino a due piani chiamato Fort Inglish. Si trovava circa 2 miglia (3 km) dove oggi si trova il centro della città. Inglish e altri suoi conoscenti vi si stabilirono nell'estate del 1837, e l'insediamento era chiamato "Bois D'Arc". Nel 1843, il Congresso della Repubblica del Texas assegnò il nome "Bloomington" alla città, ma alla fine fu rinominata in "Bonham", in onore di James Bonham, un eroe e difensore di Alamo. Il 2 febbraio 1848, Bonham fu incorporata come città. Nel 1936 una statua fu costruita a Bonham dallo scultore Allie Tennant che abbellisce i giardini del tribunale.
Dopo il collegamento con la Texas and Pacific Railway, la città cominciò a crescere, e nel 1885 erano presenti sei chiese, tre scuole, due scuole pubbliche, tre settimanali, una segheria, due mulini, una centrale elettrica e circa 2.300 abitanti. Nel 1890 ci fu l'introduzione del tram, un impianto del ghiaccio e l'apertura della Texas Power and Light Company, al gestore della rete per l'area. Nel 1925, la città fu collegata a linee di gas naturale.
Durante la seconda guerra mondiale, esisteva un campo di addestramento e una scuola di aviazione per le United States Army Air Forces nelle vicinanze di Bonham, così come un campo di prigionieri di guerra per i soldati tedeschi catturati. Parti del campo, che si trova circa 0,5 miglia a nord della US 82, possono ancora essere visitati oggi.

## Società

### Evoluzione demografica
Secondo il censimento del 2010, la popolazione era di 10.127 abitanti.

### Etnie e minoranze straniere
Secondo il censimento del 2010, la composizione etnica della città era formata dal 75,39% di bianchi, il 14,81% di afroamericani, lo 0,97% di nativi americani, lo 0,44% di asiatici, lo 0,01% di oceanici, il 6,6% di altre razze, e l'1,78% di due o più etnie. Ispanici o latinos di qualunque razza erano il 15,4% della popolazione.